# Bobby Lockwood
Bobby Lockwood (Basildon, Essex, Anglaterra, 24 de maig de 1993) és un actor anglès. Lockwood ha aparegut en nombrosos episodis de The Bill, interpretant a Taylor Little. A part d'això, és més conegut pel seu paper de Patch a 101 Dalmatians II: Patch's London Adventure. Els seus altres papers inclouen, el nebot de Jamie Oliver al supermercat Sainsbury's, així com la seva veu va ser posada a Weapon of War. També actuà com a Mick Campbell a la sèrie doblada al català, House of Anubis, de Nickelodeon. També és conegut com a Rhydian Morris a la sèrie Wolfblood.

## Filmografia
- 2003: 101 Dalmatians II: Patch's London Adventure (veu)
- 2013: Ups & Downs

## Televisió
- The Bill (2006)
- House of Anubis (2011-2012)
- Wolfblood (2012-present)